# Ochwat

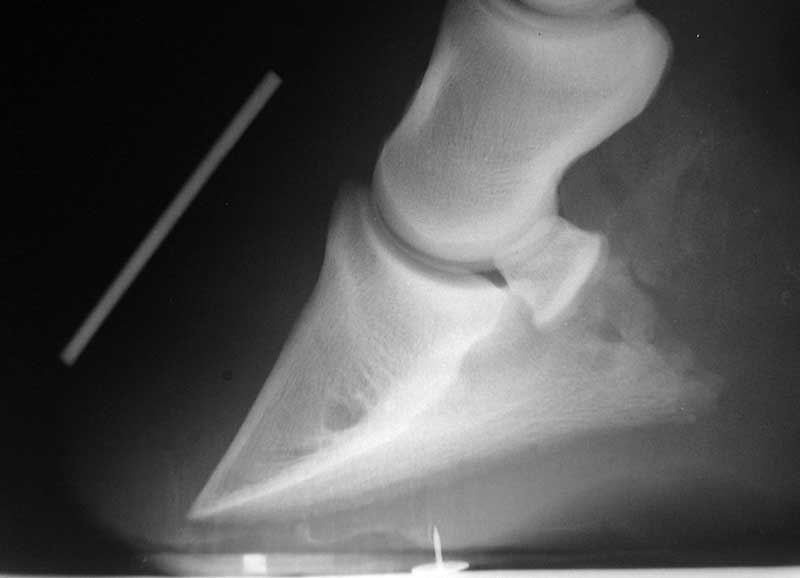
Zdjęcie rentgenowskie kopyta z ochwatem

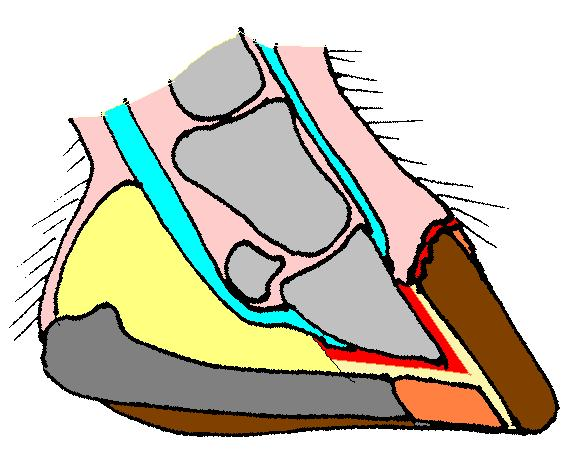
Struktura zdrowego kopyta

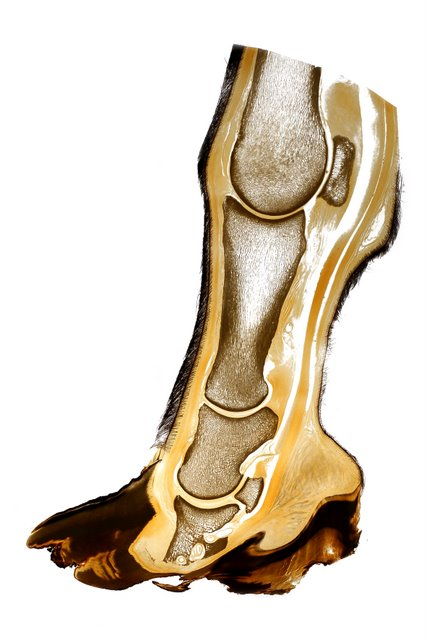
Schemat kopyta z ochwatem

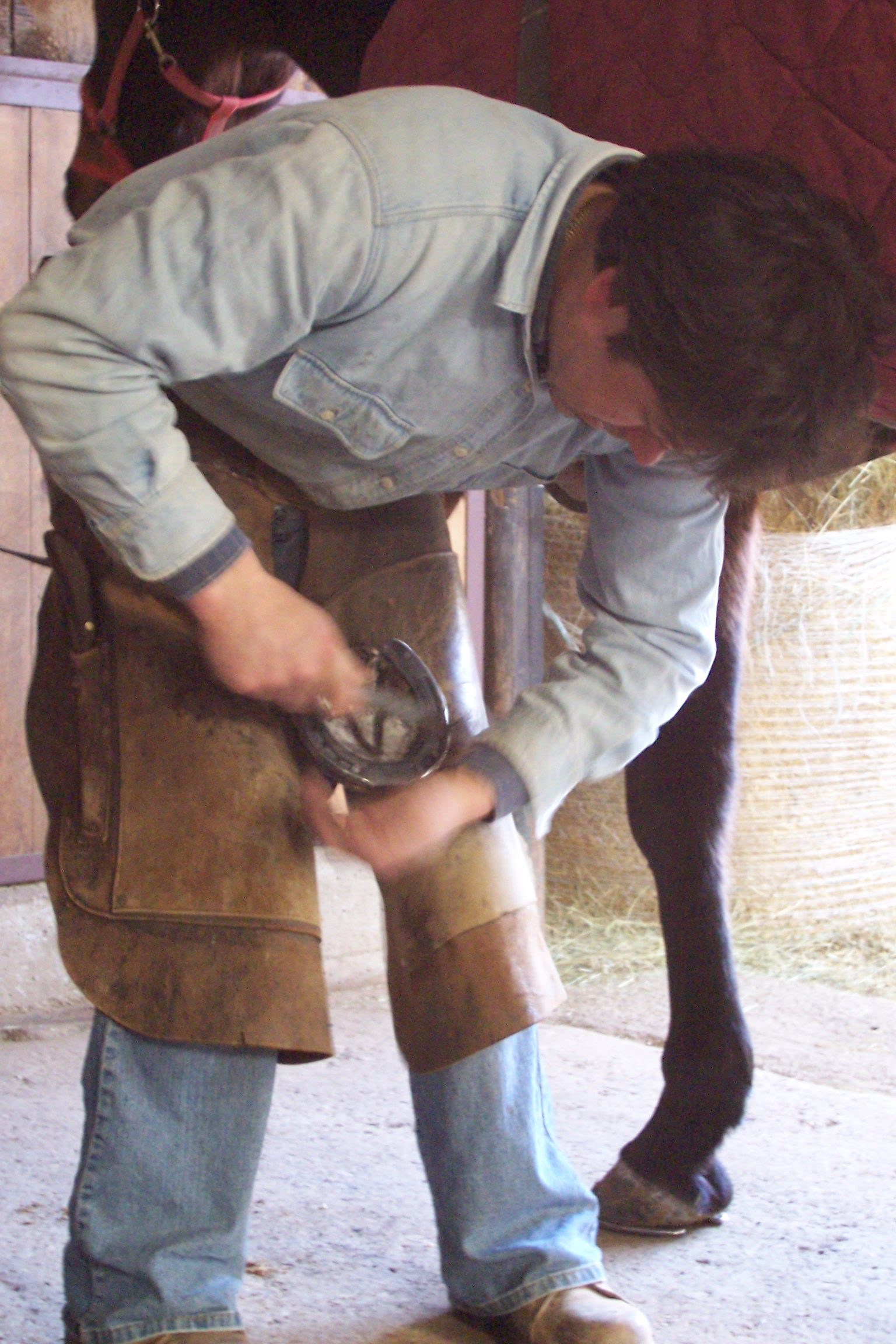
Kowal-podkuwacz w pracy

Ochwat – u konia ostre, rozlane zapalenie tworzywa kopytowego, okrywającego kość kopytową. Ochwat może być ostry lub przewlekły. Zazwyczaj dotyka przednich nóg konia, choć może też pojawić się we wszystkich czterech kopytach. Schorzenie jest bardzo niebezpieczne, ponieważ róg kopyta może ulec trwałemu zniekształceniu w wyniku powikłań.

## Przyczyny
Przyczyną może być: 
- spożycie zbyt dużej ilości ziarna (szczególnie owsa lub jęczmienia),
- brak regularnego ruchu połączony z nieodpowiednim żywieniem,
- pojenie zimną wodą zgrzanego konia po wysiłku, zwłaszcza, gdy nie jest do tego przyzwyczajony,
- praca na zbyt twardym podłożu,
- nieprawidłowości poporodowe u klaczy (zatrzymanie łożyska),
- biegunka i inne zaburzenia układu pokarmowego[1],
- pozostawienie zgrzanego konia na zimnie lub w przeciągu[2].

## Objawy
Objawy ochwatu u koni są łatwo zauważalne:
- Niechęć do poruszania się, przestępowanie z nogi na nogę, próby położenia się;
- Gdy chore są tylko przednie nogi, koń przyjmuje pozycję podobną do siedzącego psa;
- Zmuszony do ruchu koń powłóczy nogami, najpierw stawiając tylną część kopyta (tzw. piętkę)[1].

Objawy ochwatu chronicznego: 
- Kulawizna występuje z przerwami, a podczas chodzenia koń najpierw stawia tylne części chorych kopyt;
- Kopyta i pęciny są gorące, a podeszwa wybrzuszona;
- Na ścianie kopyta widoczne są poziome pierścienie rogowe;
- Zazwyczaj występuje nadmierne złuszczanie kopyta i oddzielenie się puszki kopytowej od wewnętrznej warstwy twórczej kopyta, co może doprowadzić do przebicia podeszwy kopyta kością kopytową[1].

## Leczenie i pomoc
Leczenie zapalenia chronicznego jest długotrwałe i wymaga stosowania zaleconych przez lekarza śródków przeciwzapalnych. W terapii potrzebny jest również udział kowala-podkuwacza – stosuje się specjalne korekcyjne "struganie" (tarnikowanie) oraz podkuwanie korekcyjnymi podkowami. Metody te pozwalają w niektórych przypadkach ochwatu chronicznego doprowadzić kopyto do stanu sprzed choroby. 

### Rokowania
W zależności od przyczyny ochwatu, stopnia zaawansowania choroby oraz momentu rozpoczęcia leczenia, zupełne wyleczenie może być osiągalne. Jeśli choroba doprowadziła do rotacji kości kopytowej, szanse wyleczenia są mniejsze.

### Niekonwencjonalna metoda leczenia
Oprócz konwencjonalnych metod leczenia ochwatu, znana jest niekonwencjonalna metoda leczenia ochwatu dr n. wet. Hiltrud Strasser.
Leczenie polega na prawidłowym tarnikowaniu kopyta z zachowaniem podstawowych parametrów:
pochylenie ściany przedniej (kopyto przednie 45 st., kopyto tylne 55 st.), nachylenie koronki do podłoża 30 st., wysokość piętki 3-3,5 cm, ściany wsporowe powinny być krótkie i wystrugane głębiej niż ściana puszki kopyta, podeszwa głęboko wybrana w kształcie miseczki, strzałka kopytowa możliwie jak najszersza.